# Kíthira sziget nemzeti repülőtér
A Kíthira sziget nemzeti repülőtér (IATA: KIT, ICAO: LGKC) Görögország egyik nemzetközi repülőtere, amely Kíthira szigeten található. A repülőtér nemzetközi forgalma csak charterjáratokat jelent. Éves utasforgalma 35 018 fő (2022).

## Futópályák
A repülőtér futópályái:
- 02/20 (1461 m, 30 m, aszfalt)

## Forgalom
Az utasforgalom az elmúlt években az alábbi módon változott:
| Utasok száma | 33 183 | 33 183 | 42 218 | 34 493 | 31 905 | 37 759 | 39 584 | 13 862 | 25 075 | 35 018 |
|              | 2013   | 2014   | 2015   | 2016   | 2017   | 2018   | 2019   | 2020   | 2021   | 2022   |

## Légitársaságok és úticélok
2024-ben a Kíthira sziget nemzeti repülőtérről az alábbi járatok indulnak (Utoljára frissítve: 2025-02-9):
| Légitársaság | Célállomások |
| ------------ | ------------ |
| Olympic Air  | Athens       |
| Sky Express  | Athens       |